# 夏湘平
夏湘平（1930年11月—），男，汉族，湖南湘潭人，中国美术家、书法家，中国美术家协会理事，中国书法家协会理事。